# 4970 Druyan
4970 Druyan este un asteroid din centura principală, descoperit pe 12 noiembrie 1988 de Eleanor Helin.